# 沃夫切 (亞基米夫卡區)
46°28′1″N 35°10′20″E / 46.46694°N 35.17222°E
沃夫切（烏克蘭語：Вовче）是位於烏克蘭東南部的村莊，由扎波羅熱州梅利托波爾區的基里利夫卡市鎮負責管轄。該村始建於1850年，面積0.52平方公里，海拔高度7米，2001年人口13，人口密度每平方公里25人。